# Somewhere Back In Time - The Best Of: 1980-1989
Somewhere Back in Time – The Best of: 1980 – 1989 е компилация съдържаща най-доброто от първите седем албума на британската хевиметъл група Айрън Мейдън. Албумът е издаден във връзка с турнето на групата „Somewhere Back In Time World Tour“, за да позволи на феновете да слушат част от песните изпълнявани на това турне. „Maiden имат значителен каталог, който се цени високо както от феновете, така и от медиите. Но си даваме сметка, че голяма част от непрестанно увеличаващите се фенове са млади хора, които не са запознати с всичките ранни албуми и именно заради тях създадохме тази колекция. Много от феновете ни дори не са били родени по време на издаването на тези продукции и е изненадващо, че въпреки това знаят почти всички текстове и пеят заедно с нас по време на концертите! Също така си даваме сметка, че тези албуми за мнозина са загубили своята актуалност с настъпването на ТВ наложените поп артисти с по няколко хита, след което бързо пускат албум с пълнеж. Ето защо това е, както представяне на звукозаписната история на групата, така и шанс за младите фенове да се докоснат до ранен пълнокръвен албум на Maiden!“ коментира мениджърът на групата Род Смолууд.
На обложката на албума е изобразен монумента на фараон Еди от „Powerslave“ и киборгът Еди от „Somewhere in Time“. Като добавка логото на групата е синьо със златни краища – същото като на обложката на „Seventh Son of a Seventh Son“.

## Състав
- Брус Дикинсън – вокал
- Дейв Мъри – китара
- Ейдриън Смит – китара
- Стив Харис – бас
- Нико Макбрейн – барабани
- Клиф Бър – барабани (на песни 6, 7, 8, 14)

и
- Майкъл Кени – клавишни (на песни 10 и 12)